# Sophia Loren
Sofia Costanza Brigida Villani Scicolone (sinh ngày 20 tháng 9 năm 1934), thường được biết đến với nghệ danh Sophia Loren, là một cựu nữ diễn viên người Ý. Với sự nghiệp kéo dài hơn 70 năm, bà đã được Viện phim Mỹ xếp vào thứ hạng 21 trong danh sách 50 ngôi sao điện ảnh vĩ đại nhất mọi thời đại, đồng thời cũng là diễn viên trong danh sách này còn sống cho đến ngày nay. Bà cũng được vinh danh là một trong những ngôi sao lớn vĩ đại nhất của điện ảnh Hollywood cổ điển.

## Thời thơ ấu
Loren sinh ra tại Clinica Regina Margherita ở Roma vào ngày 20 tháng 9 năm 1934, là con của Riccardo Scicolone và Romilda Villani, một cô giáo dạy dương cầm và là một diễn viên. Riccardo từ chối cưới Romilda và bỏ rơi bà. Sofia cùng mẹ và chị gái Maria về Pozzuoli, gần Naples, để sống với ông bà ngoại.
Suốt Thế chiến II, hải cảng và các xưởng đạn dược ở Pozzuoli bị ném bom liên tục. Trong một đợt bom, khi Sofia chạy vào hầm trú ẩn, bà bị một mảnh đạn tạc và bị thương ở cằm. Ngay sau đó cả gia đình chuyển đến Naples để sống nhờ họ hàng.
Sau chiến tranh, Sofia và gia đình về Pozzuoli. Bà ngoại Luisa mở quán rượu ở phòng khách, bán rượu sơ ri tự nấu. Romilda chơi đàn, Maria hát còn cô bé e thẹn Sofia làm bồi bàn và rửa bát đĩa. Quán trở nên quen thuộc với các quân nhân Mỹ đồn trú gần đó.
Năm 14 tuổi, Sofia tham gia một cuộc thi sắc đẹp ở Naples và tuy không chiến thắng nhưng bà cũng vào được vòng chung kết. Sau đó, bà đăng ký một lớp học diễn xuất và đóng một vai phụ trong một số phim của Mervyn LeRoy như Quo Vadis, khởi đầu sự nghiệp điện ảnh của mình. Bà cũng đặt nghệ danh là Sophia Loren.

## Hôn nhân
Loren lần đầu gặp Carlo Ponti năm 1950 trong một cuộc hoa hậu mà ông là giám khảo. Từng lăng xê diễn viên Gina Lollobrigida, ông đã tạo cho Loren khá nhiều vai phụ. Sau đó, ở Atlanta năm 1957, ông li dị theo luật México với vợ là Giuliana và kết hôn theo giấy uỷ quyền với Loren. Italy không công nhận vụ li dị vào thời điểm này, và nhà thờ Công giáo phản đối cuộc hôn nhân của họ. Năm 1962, cuộc hôn nhân bị huỷ bỏ. Sau khi ông thương lượng với Giuliana để cả ba chuyển tới Pháp, đất nước cho phép li dị, họ nhập quốc tịch Pháp. Năm 1965, Giuliana Ponti li dị để Ponti cưới Loren năm 1966 đúng luật tại Sèvres.

Họ có với nhau hai đứa con là Carlo Ponti Jr. và Edoardo Ponti. Edoardo Ponti cưới nữ diễn viên Sasha Alexander tại Geneva, Thuỵ Sĩ và có một con gái Lucia Sofia, sinh ngày 12 tháng 5 năm 2006.